# 通福
通福（1919年2月20日—1989年11月20日）达斡尔族，郭布勒哈拉，内蒙古鄂温克旗巴彦嵯岗苏木莫和尔图嘎查人。中华民国及中华人民共和国作曲家。曾任中国音乐家协会内蒙古分会理事、副主席等职。

## 生平
通福自幼喜爱音乐，跟随唱片学会了《霸王别姬》、《空城计》等京剧唱段。1935年，就读并毕业于莫和尔图国民优级学校。后来考进扎兰屯师道学校，1940年毕业。1941年到日本学习小提琴与钢琴。
1945年，通福从日本归国。1946年10月，带小提琴参加呼伦贝尔自卫军文工团。先后创作出《团结之歌》、《呼伦贝尔家乡》、《内蒙古青年进行曲》、《沙漠之歌》等歌曲。1950年代初，调往内蒙古歌舞团任职，先后创作出《牧民之歌》、《前进吧》、《猎人舞》、《雁舞》、《摔跤舞》等歌曲和舞曲。
1952年起，通福先后在长春电影制片厂与内蒙古电影制片厂创作电影音乐。其间，创作出享誉海内外的电影歌曲《敖包相会》（电影《草原上的人们》插曲）、《草原晨曲》（电影《草原晨曲》插曲），并为《前进中的内蒙古》、《阳光普照鄂伦春》、《飞跃的内蒙古》、《今日内蒙古》等电影纪录片配乐作曲。
1979年后，通福继续音乐创作，先后写出《青城之歌》、《新呼伦贝尔》及许多儿童歌曲。1981年，调往中国音乐家协会内蒙古分会工作，此后创作出《等着你》、《小黄马》、《乌珠穆沁的姑娘》、《巴尔虎小伙子》等歌曲、弦乐曲以及达斡尔歌曲及儿童歌曲。这时，通福整理了以前创作及改编的100余首歌曲，由内蒙古人民出版社出版发行，并且在内蒙古自治区第二届“萨日纳”文艺评奖中获得音乐创作最高奖“金驼奖”。1985年，加入中国共产党。
1987年，通福夫妇来北戴河旅游，通福创作出歌曲《日出》。《日出》采用大合唱形式，描绘了红日自磅礴的大海上升腾的壮美景色，这是通福生前创作的最后一首歌曲。
1989年11月20日，通福病逝。
通福生前创作有1000多首歌曲，但完整留存下来的仅有28首。